# Tivat
Tivat er en by som ligger i Montenegro ved Boka Kotorska-bugten.
- Wikimedia Commons har flere filer relateret til Tivat

1. ↑  pop-stat.mashke.org (fra Wikidata).